# آب باران یک
آب باران یک، روستایی از توابع بخش جولکی شهرستان آغاجاری در استان خوزستان ایران است.

## جمعیت
این روستا در دهستان سرجولکی قرار دارد و براساس سرشماری مرکز آمار ایران در سال ۱۳۹۰، جمعیت آن ۷۸ نفر (۱۸ خانوار) بوده‌است.